# Chantry Muie Nguéma
Chantry Muie Nguéma (ur. 11 marca 1980) – piłkarz gaboński grający na pozycji obrońcy.

## Kariera klubowa
Karierę piłkarską Muie Nguéma rozpoczął w klubie PétroSport z miasta Port-Gentil. W 2000 roku zadebiutował w nim w pierwszej lidze gabońskiej. W 2003 roku odszedł z PétroSport do AS Mangasport. Grał w nim przez rok, a w 2004 roku podpisał kontrakt z FC 105 Libreville. W 2004 roku zdobył z nim Coupe du Gabon Interclubs, a w 2005 przeszedł do innego klubu z Libreville, Missile FC. Z kolei w latach 2007–2009 występował w USM Libreville. W 2008 roku wygrał z nim Coupe du Gabon Interclubs.

## Kariera reprezentacyjna
W reprezentacji Gabonu Muie Nguéma zadebiutował w 1999 roku. W 2000 roku został powołany do kadry na Puchar Narodów Afryki 2000. Tam wystąpił dwukrotnie: z Algierią (1:3) i z Demokratyczną Republiką Konga (0:0).